# Jorge Marchegiani
Jorge Marchegiani (Quilmes, provincia de Buenos Aires, 27 de marzo de 1941 - Buenos Aires, 1 de febrero de 1990) fue un notable escenógrafo, actor, montajista y empresario argentino de larga trayectoria artística.

## Carrera
Después de cursar cuatro años de Ingeniería, abandonó la carrera para estudiar escenografía con Fessler, Beitía y Mirta Arlt; una vez concluidos dichos estudios se asoció con Pablo Olivo con quien emprende un largo labor como creador y empresario.
Como empresario dirigió el Teatro Altos de Florida y posteriormente en 1974 el Teatro El Globo.
Se inició en el teatro realizando más de 100 puestas teatrales como:
- Don Juan Tenorio sabor a miel (1966).
- Scuba-Duba.
- La vayante.
- El balcón.
- Scarpino.
- La decente (1968), dirigida por Román Viñoly Barreto en el Teatro Blanca Podestá, con Olinda Bozán, Manuel De Sabattini e Ignacio Quirós.[2]
- Nosotros, ellas y los duendes (1968), con Mabel Landó, Pedro Quartucci, Juan Carlos de Seta, Ovidio Fuentes, Lidia Caprara y Pepita Martín.[3]
- ¡Una noche...movidita! (1968), interpretada por Elda Dessel, Marisa Herrero, Rodolfo Onetto, Manuel De Sabattini, entre otros.
- Mi marido perdió el chupete (1968), con la Cía. María del Pilar Armesto, y la actuación de Juan Carlos Thorry, Ricardo Passano,  Julio Gini y Oscar Soldati.
- Una pasión arrabalera (1969).
- El mariscal desconocido (1969).
- Hablemos a calzón quitado (1970).
- El día que secuestraron al Papa (1973).
- Lysistrata (1974).
- El arenero de los sueños (1975).[4]
- Dulce dulce venganza (1976).
- El príncipe idiota (1979).
- Lo que mata es la humedad (1981) encabezada por Dora Baret.[5]

## Filmografía
Como escenógrafo:
- 1974: Operación Guante Verde.
- 1974: Natasha.
- 1975: Los días que me diste.
- 1975: El Pibe Cabeza.
- 1975: La guerra del cerdo.
- 1976: La guerra de los sostenes.
- 1976: Allá donde muere el viento.
- 1976: Seis pasajes al infierno.
- 1976: La casa de las sombras.
- 1977: La nueva cigarra.
- 1977: Un toque diferente.
- 1978: Amigos para la aventura.
- 1978: Un idilio de estación.
- 1978: Con mi mujer no puedo.
- 1978: El tío Disparate.
- 1979: Las locuras del profesor.
- 1979: Las muñecas que hacen ¡pum!.
- 1979: Hotel de señoritas.
- 1979: Vivir con alegría.
- 1979: Los superagentes no se rompen.
- 1980: Tiro al aire.
- 1980: Rosa de lejos.
- 1980: Locos por la música.
- 1980: La noche viene movida.
- 1980: ¡Qué linda es mi familia!.
- 1980: Los superagentes y la gran aventura del oro.
- 1981: Cosa de locos.
- 1984: Entre rejas.
- 1984: La venganza de un soldado.
- 1985: Seguridad personal.
- 1985: Los gatos (Prostitución de alto nivel).
- 1985: Bairoletto, la aventura de un rebelde.
- 1985: La búsqueda.
- 1986: Te amo.
- 1986: Los bañeros más locos del mundo.
- 1987: Sin escape.
- 1987: Los matamonstruos en la mansión del terror.
- 1987: Las esclavas.
- 1987: El hombre de la deuda externa.
- 1989: Los extermineitors.
- 1989: Bañeros II, la playa loca.
- 1989: La amiga.[6]

Como actor:
- 1978: Amigos para la aventura.
- 1980: ¡Qué linda es mi familia!.

Como montajista:
- 1972: Olga, la hija de aquella princesa rusa.

Como director de arte:
- 1989: La ciudad oculta.

## Galardones
- 1972: "Premio Talía" a la mejor escenografía por Flores de papel. En ese año recibió también una beca otorgada por el Departamento de Cultura de Italia.[7]